# Esarcato apostolico del Canada dei Siri
L'esarcato apostolico del Canada dei Siri (in latino Exarchatus Apostolicus pro fidelibus ritus Antiocheni Syrorum in Canada) è una sede della Chiesa cattolica sira. Nel 2021 contava 5.950 battezzati. È retto dal vescovo Antoine Nassif.

## Territorio
L'esarcato apostolico si estende a tutti i fedeli della Chiesa cattolica sira residenti in Canada.
Sede dell'esarca è la città di Laval, nel Québec, dove nel quartiere Chomedey si trova la cattedrale di Sant'Efrem.
Il territorio è suddiviso in 3 parrocchie.

## Storia
L'esarcato apostolico è stato eretto da papa Francesco il 22 dicembre 2015 con la bolla Conscii omnino, ricavandone il territorio dall'eparchia di Nostra Signora della Liberazione di Newark (oggi eparchia di Nostra Signora della Liberazione negli Stati Uniti).
Primo esarca è stato nominato Antoine Nassif, consacrato il 23 gennaio 2016, che ha preso possesso della sua sede il 27 febbraio successivo.

## Cronotassi degli esarchi
Si omettono i periodi di sede vacante non superiori ai 2 anni o non storicamente accertati.
- Antoine Nassif, dal 7 gennaio 2016

## Statistiche
L'esarcato apostolico nel 2021 contava 5.950 battezzati.
| anno | popolazione | popolazione | popolazione | presbiteri | presbiteri | presbiteri | presbiteri                | diaconi | religiosi | religiosi | parrocchie |
| anno | battezzati  | totale      | %           | numero     | secolari   | regolari   | battezzati per presbitero | diaconi | uomini    | donne     | parrocchie |
| ---- | ----------- | ----------- | ----------- | ---------- | ---------- | ---------- | ------------------------- | ------- | --------- | --------- | ---------- |
| 2016 | 5.650       | ?           | ?           | 4          | 4          |            | 1.412                     | 2       |           |           | 5          |
| 2019 | 5.790       | ?           | ?           | 5          | 5          |            | 1.158                     | 2       |           |           | 3          |
| 2021 | 5.950       | ?           | ?           | 5          | 5          |            | 1.190                     | 3       |           |           | 3          |